# Siebenahorn
Der Siebenahorn ist ein 740,7 m ü. NHN hoher Berg im Rothaargebirge im Hochsauerlandkreis in Nordrhein-Westfalen.

## Geographie
Der Siebenahorn wird dem Ziegenhellen-Naturraum zugerechnet und liegt zwischen den Ortschaften Girkhausen und Züschen auf der Kreisgrenze zwischen Kreis Siegen-Wittgenstein und dem Hochsauerlandkreis in Nordrhein-Westfalen.

## Gewässer
In etwa 400 m Entfernung vom Gipfel in nordwestliche Richtung entspringt der Klebebach, der nach ca. 2 km in die Oster mündet, welcher schließlich als linker Zufluss in Girkhausen auf die Odeborn trifft. Die Oster selbst entspringt ca. 550 m südöstlich im sogenannten Bösen Holz auf der Südseite des Siebenahorns. Etwa 400 m nordöstlich des Gipfels liegt im Losen Holz die Quelle des Flachengrundes, der im weiteren Verlauf in die Berkmecke mündet.

## Geschichte
Nahe das Gipfels liegt die historische Gerichtsstätte "Freier Stuhl". Es handelt sich hierbei um ein im Mittelalter tagendes Femegericht (Freistuhl), bei dem nachweislich  bis 1580 Verbrechen wie Mord, Raub oder Meineid verhandelt wurden. Insgesamt wurden 12 femewürdige Verbrechen 1430 in Dortmund, wo der damalige Hauptsitz der westfälischen Feme lag, definiert. Das Femegericht bestand aus dem Freigrafen als Vorsitzendem und mindestens sieben Freischöffen aus der Freigrafschaft, in der der Freistuhl lag und sollte zur Sicherung des Landfrieden dienen. Freischöffe konnte jeder werden, der frei und ehelich geboren war und ein eigenes Haus hatte. Femegerichte waren geheime Freigerichte, die üblicherweise tagsüber tagten und deren Teilnehmer sich durch Losungsworte zu erkennen gaben. Die Losung für das Gericht war "Strick, Stein, Gras, Grein". Die einzige Strafe, die dieses Freigericht verhängte, war der Tod durch den Strick. Das Urteil wurde nicht unbedingt Vorort vollstreckt, sondern der Verurteilte wurde am nächsten Baum erhängt sobald man ihm habhaft wurde. Flurnamen wie "Freier Stuhl" oder "Böses Holz" zeugen noch heute von der historischen Stätte. 